# José Lourenço Mourão
José Lourenço de Araújo Mourão (Teresina, 19 de outubro de 1925 – Pedro II, 25 de outubro de 1997) é um advogado, magistrado e político brasileiro que foi deputado estadual pelo Piauí.

## Dados biográficos
Filho de Domingos Mourão Filho e Rosa Edite de Araújo Mourão. Advogado formado na Universidade Federal do Ceará em 1948, filiou-se ao PSP e foi eleito deputado estadual pelo Piauí em 1954 e 1958. Em 1960 migrou para Brasília e entrou no Ministério Público do Distrito Federal e dos Territórios. Esporadicamente foi candidato a deputado estadual pela ARENA em 1978 e pelo PDS em 1990. Em 1991 tornou-se corregedor-geral do Ministério Público do Distrito Federal e dos Territórios e se aposentou quatro anos depois. Faleceu em companhia da irmã num acidente automobilístico às cercanias de Pedro II, quando o veículo em que estavam capotou na BR-404.
Seu irmão, Gérson Mourão, foi eleito deputado estadual pelo PDS em Piauí em 1986.